# Kaemtšenent
| D28 | m | V13 · n | M22 | M22 | t |

| D28 | m | V13 · n | M22 | M22 | t |

Kaemtšenent (kɜ m ṯnnt) byl egyptský úředník za faraona Džedkarea na konci 5. dynastie.

## Kariéra
Je známý zejména ze své mastaby (G 7411), která se nachází severně od stupňové pyramidy faraona Džosera v Sakkáře. Kaemtšenent je zde vyobrazen spolu se svou manželkou. V mastabě je zmíněn vezír jménem Rašepses. Tento vezír je znám z jiných zdrojů a žil za faraona vlády Džedkarea. Proto se předpokládá, že i Kaemtšenent žil pod tímto králem. Hrobky obou úředníků nejsou daleko od sebe.

## Syn krále
Kaemtšenent nesl také titul Syn krále. To mohlo naznačovat, že byl napojen na stavbu důležitých královských staveb, možná i pyramidového komplexu. Mohlo to ale skutečně naznačovat, že byl synem krále, což je názor, který zastávají egyptologové jako William Stevenson Smith a Edward Brovarski. Ti tvrdí, že byl synem faraona Džedkarea a královny Meresanch IV. To naznačuje i blízkost její hrobky a té Kaemtšenentovy.
Protože je známo, že titul Syn krále v některých případech vyjadřoval pouze úctu, Nigel Strudwick navrhl, že tomu tak bylo i v případě Kaemtšenenta.
Zejména poškozené životopisné nápisy jeho hrobky stále zaznamenávají některé z jeho námořních výprav do cizích zemí a jeho účast na velkých stavebních projektech. Proto možná nabyl tohoto titulu. Tento závěr sdílí i další egyptologové, včetně francouzského egyptologa Michela Bauda (1963–2012).
Kaemtšenent mohl být otcem Isesi-ancha, který sloužil za Džedkarea a jeho nástupce Venise.